# Велике (Вижницький район)
Вели́ке (до 1953 року — Мега) — село у Берегометській селищній громаді Вижницького району Чернівецької області України.

## Географія
Гірське село Велике розташоване у південно-західній частині України, за 65 кілометри від обласного центру Чернівці і за 33 км автодорогами від адміністративного центру району Вижниця, за 2 км від села Мигове. Неподалік знаходиться гірськолижний курорт Мигове.

## Історія
Вперше згадується в документах 1776 року.
1953 року село перейменоване з «Мега» на Велике.
З 24 серпня 1991 року село входить до складу незалежної України.
У 2020 році шляхом об'єднання сільських рад, село увійшло до складу Берегометської селищної громади.

## Населення
Згідно з переписом УРСР 1989 року чисельність наявного населення села становила 688 осіб, з яких 302 чоловіки та 386 жінок.
За переписом населення України 2001 року в селі мешкали 622 особи.

### Мова
Розподіл населення за рідною мовою за даними перепису 2001 року:
| Мова       | Кількість | Відсоток |
| ---------- | --------- | -------- |
| українська | 627       | 99.21%   |
| російська  | 4         | 0.63%    |
| румунська  | 1         | 0.16%    |
| Усього     | 625       | 100%     |

## Видатні особистості
- Шутак Ілля Дмитрович — Доктор юридичних наук, професор.